# Fractal Possession
Fractal Possession è il settimo album in studio del gruppo musicale Abigor, pubblicato il 2007 dalla 
End All Life Productions. 

## Tracce
1. Warning – 1:53
2. Project: Shadow – 5:38
3. Cold Void Choir – 6:13
4. Lair of Infinite Desperation – 6:07
5. 3D Blasphemy – 5:43
6. The Fire Syndrome – 5:51
7. Injection Satan – 4:25
8. Liberty Rises a Diagonal Flame – 5:05
9. Vapourized Tears – 5:10
10. Heaven Unveiled – 6:39

## Formazione
- A.R. - voce, testi
- P.K. - chitarra, testi
- T.T. - chitarra, basso, batteria